# Första åldern
Den första åldern är en tidsepok i J.R.R. Tolkiens berättelser om Midgård. Den första åldern i Midgård börjar då solen stiger upp och människorna vaknar. Dock räknas den till den första åldern i trädens åldrar men eftersom åren där är längre än vanliga år räknar man i Midgård från år 1 när man pratar om solens första ålder. Första åldern i trädens åldrar startar med alvernas vaknande medan första åldern i solens åldrar startar med människornas vaknande. Den första åldern kallas även för "Den äldre tiden" och då räknar man även med den första åldern i trädens åldrar.

## Tidslinje under den första åldern i trädens åldrar
Dessa år är längre än ett solår. I appendixet till Härskarringen anses det att alvernas kalender är indelade i så kallade yen, som är detsamma som 144 år. Man kan utgå ifrån att det är en kvarleva från trädens tid, och att ett trädår är 144 solår. I så fall blir denna period 64 800 år lång.
- 1: Ilúvatar väcker alverna.
- 30: Melian flyttar till Midgård.
- 35: Oromë upptäcker alverna.
- 36: Oromë återvänder till Valinor och informerar valar om faran som hotar alverna och återvänder sedan omedelbart till Cuiviénen.
- 40: Valar går i krig mot Melkor för att rädda alverna.
- 42: Valar belägrar Utumno. Melian bosätter sig i Nan Elmoth och förälskar sig i de levande varelserna som vaknat i Beleriand.
- 49: Melkor tillfångatas och Utumno förstörs. Sauron flyr fångenskapen och bor i Angband där han föder orcher och troll åt Melkor.
- 50: Melkor förs till Valinor i kedjor och straffas med att sitta fången i Mandos hallar under tre tidsåldrar.
- 51: Valar bestämmer sig för att samla alverna för att bo med dem i Aman.
- 52: Oromë tar med sig tre ambassadörer från alverna till Aman: Ingwë, Finwë och Elwë.
- 54: Ambassadörerna återvänder för att övertyga alverna om att acceptera valars inbjudan. De får med sig många följeslagare.
- 55: Den stora resan. Alverna reser till Aman.
- 65: Alverna når den stora floden som senare skulle få namnet Anduin. En grupp telerialver under Lenwë överger resan och blir nandoralverna. Dvärgarnas fäder vaknar och de första enterna vaknar. Alverna upptäcker enterna och lär dem att tala.
- 75: Vanyar och noldor anländer till Beleriand.
- 78: Telerialverna kommer till Beleriand efter att ha utforskat de stora skogarna i Eriador.
- 80: Elwë möter Melian och blir förälskad.
- 82: Ulmo vägrar att vänta tills Elwë blir funnen och vanyar och noldor blir förda över havet på ön Tol Eressëa, medan teleri stannar kvar och letar efter sin herre.
- 83: Vanyar och noldor bosätter sig i Eldamar och börjar bygga Tirion.
- 90: Tirion blir färdigbyggt, Mindon Eldaliéva byggs. Ingwë och många vanyaralver lämnar Tirion för att bo med Manwë i Valinor.
- 92: Yavanna ger det vita trädet, Galathilion till noldor.
- 99: Ulmo återvänder för att hämta telerialverna, men många stannar kvar för att fortsätta leta efter Elwë och blir sindaralverna. Ytterligare en grupp stannar kvar under Ossë och blir alverna av Falas under Círdan.
- 101: Majoriteten av telerialverna korsar havet på Tol Eressëa, som sedan ankras vid Eldamars bukt. De tar Elwës bror, Olwë som sin herre.
- 102: Elwë vaknar från sin sömn och återförenas med sindaralverna. Han blir känd som Thingol och bosätter sig i Doriath.
- 111: Telerialverna på Tol Eressëa lär sig att bygga skepp och seglar över Eldamars bukt till Aman där de grundar Alqualondë.
- 115: De sista vanyar lämnar Tirion och bosätter sig i Valinor. Noldor är kvar i Tirion under sin herre, Finwë.
- 119: Fëanor föds. Rúmil uppfinner skriften. Míriel dör. Nogrod och Belegost grundas av dvärgarna; Khazad-dûm grundas av Durin Dödlöse.
- 140: Fingolfin föds.
- 150: Lúthien föds.
- 180: Finarfin föds.
- 200: Dvärgarna från Nogrod och Belegost möter sindaralverna och börjar föra handel med dem. Fëanor utvecklar Tengwar alfabetet. Daeron uppfinner runorna.
- 230: Orcher framträder i Beleriand.
- 300: nandoralver under Denethor kommer till Beleriand och blir kända som Grönalverna av Ossiriand.
- 312: Galadriel föds.
- 350: Melkor, som satts på fri fot, börjar korrumpera en del noldoralver.
- 400: Fëanor skapar silmarillerna.
- 440: Fëanor drar svärd mot sin broder och blir bannlyst från Tirion: hans fader och många noldor följer honom i exil till Formenos.
- 442: Fëanor argumenterar med Melkor vid Formenos. Melkor flyr från valars fångenskap och allierar sig med Ungoliant.
- 445: Valinor i mörker. Manwë försöker läka noldors sår och kallar Fëanor till en fest i Valimar. Melkor och Ungoliant förstör de Två Träden, dödar Finwë och stjäl silmarillerna. Fëanor och hans söner svär eden att återta silmarillerna och de flesta noldor lämnar Valinor; noldor dräper många telerialver och förstör deras skepp i det första frändedråpet.
- 446: Mandos profetia: noldor bannlyses från Valinor för att möta sin undergång. Melkor återvänder till Angband och försöker erövra Beleriand: Första slaget om Beleriand utkämpas; Denethor dör och Falas hamnar belägras. Noldor ankommer till Helcaraxë; Fëanor och hans armé sviker Indis söner och seglar över havet, sedan bränner de skeppen. Noldor återvänder till Midgård. Morgoths arméer anfaller Fëanor. Dagor-nuin-Giliath. Maedhros tas tillfånga. Valar gömmer Valinor bakom de förtrollade öarna och reser Pelóribergen till högre höjder: de börjar forma månen och solen.
- 450: De kvarvarande noldoralverna ankommer till Midgård: månen går upp.

## Tidslinje under den första åldern i solens åldrar
Här börjar tidräkningen om från år 1 eftersom åren nu är av normal längd.
- 1: Solen reser sig över Midgård och människorna vaknar i Hildórien.
- 5: Fingon räddar Maedhros och fejden mellan noldor är över.
- 7: Fëanors söner reser till östra Beleriand.
- 20: Mereth Aderthad (återsamlings festen) hålls i Eithel Ivrin.
- 50. Turgon och Finrod blir tillsagda av Ulmo att bygga flyktingförläggningar.
- 52: Finrod börjar bygga Nargothrond
- 60: Dagor Aglareb: noldor besegrar Morgoths trupper och startar Belägringen av Angband.
- 60-200: Melkor lämnar Angband för att [förtydliga] människorna. Melkor övertalar människorna att sluta tillbe Ilúvatar och istället blir de onda, men vissa revolterar och tillber fortfarande Ilúvatar, dessa var atanatári. Dessa reser till väst i sökandet efter valar och får hjälp av avarialverna och dvärgarna. Enligt legenden förlorar människorna gåvan att dö när de önskar och istället blir de straffade att leva korta liv där döden tar dem.
- 64: Turgon börjar bygga Gondolin.
- 65: Hamnarna Brithombar och Eglarest rustas upp och tornet Barad Nimras byggs.
- 67: quenya förbjuds av Thingol.
- 102: Nargothrond blir färdigt och Finrods folk flyttar dit från Hithlum.
- 116: Gondolin blir färdigt och Turgons folk flyttar i hemlighet dit från Nevrast.
- 150: Dvärgarna återuppbygger deras handel i Beleriand.
- 155: En attack mot Hithlum besegras av Fingolfins styrkor.
- 260: Glaurung härjar i Ard-galen men drivs tillbaka till Angband. Den Långa Freden börjar.
- 310: Bëor leder Det första Huset av Edain till Beleriand: de blir upptäckta av Finrod. De flyttar till Estolad och efter några år kommer även de två andra husen till Beleriand, de bosätter sig i Thargelion och Estolad.
- 316: Aredhel lämnar Gondolin och möter Eöl.
- 320: Edain börjar emigrera från Estolad till Dorthonion, Hithlum och Talath Dirnen.
- 369: Många av människorna, ledda under Bereg flyttar till Eriador.
- 375: En attack av orcher i Thargelion, många av Edains andra hus dör, men nästa år leder Haleth de kvarvarande till Estolad.
- 390: Haleth leder sitt folk från Eriador och år 391 kommer de till länderna söder om Taeglin. Majoriteten av folket kom senare att bege sig in i skogen Brethil.
- 400: Aredhel och Maeglin återvänder till Gondolin; och senare dör Eöl och Aredhel.
- 410: Provinsen Ladros ges officiellt till Boromir av Bëors Hus.
- 416: Dor-lómin ges till Marachs Hus.
- 432: Beren Erchamion föds.
- 441: Húrin föds.
- 444: Huor föds.
- 455: Morgoth bryter Belägringen av Angband i Dagor Bragollach; Dorthonion blir öde, Barahirs folk blir laglösa. Sauron intar Tol Sirion och döper om ön till Tol-in-Gaurhoth.
- 456: Fingolfin utmanar Morgoth på en duell och blir dräpt.
- 458: Húrin och Huor blir separerade från Brethils folk under ett slag och blir förda till Gondolin av Thorondor.
- 459: Húrin och Huor återvänder från Gondolin till Dor-lómin.
- 460: Barahir och hans män blir svikna av Gorlim och dräpta, men Beren klarar sig.
- 462: Morgoth försöker anfalla Hithlum men hindras av Fingon och Círdan.
- 463: De första arméerna av östringar kommer till Beleriand.
- 464: Túrin Turambar föds. Beren kommer till Doriath och blir förälskad i Lúthien.
- 465: Beren drar ut på sitt uppdrag efter silmarillen, han kommer till Nargothrond och får hjälp av Finrod. De blir fängslade i Tol-in-Gaurhoth. Finrod blir dräpt av en varulv men Beren räddas av Lúthien. Celegorm och Curufin blir utkastade från Nargothrond och försöker anfalla dem.
- 466: Lalaith föds i början på våren. Beren och Lúthien kommer till Angband och lyckas med sitt uppdrag att ta en silmarill. De återvänder till Doriath men Carcharoth härjar i landet. Beren dör och Lúthien överger livet. Hon söker nåd hos Mandos och Beren och Lúthien återvänder till livet som dödliga varelser i Ossiriand.
- 468: Maedhros Union börjar.
- 469: Lalaith dör på hösten.
- 472: Nírnaeth Arnoediad. Fingon och Huor blir dräpta och Gwindor och Húrin tillfångatagna. Östringar invaderar Hithlum och under hösten skickar Morwen Túrin till Doriath. Tuor, Huors son föds.
- 473: Nienor föds. Turin anländer till Doriath. Falas hamnar intas.
- 481: Dor-lómin blir avhängt, Túrin anländer till Dimbars gränser.
- 484: Under sommaren dräper han Saeros, flyr från Doriath och ansluter sig till de laglösa.
- 485: Under våren blir han dess ledare och möter sedan Beleg.
- 486: Under sommaren leder Mîm de laglösa till Amon Rûdh.
- 487: I början av året ansluter sig Beleg till Túrin, under hösten blomstrar Dor-Cúarthol.
- 489: Under hösten blir Amon Rûdh taget och Túrin tillfångatagen men räddas av Gwindor och Beleg, den senare dräper han av misstag.
- 490: I början av året blir Túrin läkt vid Eithel Ivrin och anländer sedan till Nargothrond. Gurthang smids om på nytt och Túrin blir känd som Svartsvärdet.
- 494: Morwen och Nienor flyr till Doriath.
- 495: Nargothrond faller, Orodreth och Gwindor förgås. Tuor anländer till Gondolin.
- 496: Túrin startar en revolt i Dor-lómin, i början av våren kommer han till Brethil. Morwen och Nienor åker till Nargothrond; Niniel kommer till Brethil.
- 497: Túrin äktar Niniel, men hon försenas.
- 498: Túrin gifter sig med Niniel under hösten och innan årets slut fortsätter han kriga.
- 499: Under våren blir Niniel gravid; under början av sommaren dräps Glaurung och Túrin och Niniel dör.
- 500: Húrin blir släppt från hans fångenskap.
- 501: Morwen dör. Frändestriden i startas av Húrin.
- 502: Húrin tar med sig Nauglamír från Nargothrond till Thingol. Omformandet av Nauglamír och bråket mellan dvärgarna och Thingol. Thingol blir dräpt och Melian återvänder i sorg till Nargothrond.
- 503: Doriath blir plundrat av dvärgar. Beren, Laegrim och enter krossar dvärgarna; Lúthien bär på silmarillen. Dior far till Doriath och försöker återställa riket. Eärendil och Elwing föds. Beren och Lúthien dör och Dior får silmarillen under hösten.
- 506-7: Fëanors söner plundrar Doriath. Doriath förstörs i det andra frändedråpet: Dior, Celegorm, Curufin och Caranthir dräps. Elwing flyr med silmarillen.
- 509: Maeglin  tillfångatas av Morgoths spioner.
- 510: Gondolins fall. Glorfindel dräper en balrog i Echoriath, Ecthelion dräper Gothmog, båda dör dock. Turgon dör. Tuor och Idril flyr.
- 511: Tuor och Idril tar Eärendil och de andra flyktingarna från Gondolin till Sirions mynningar.
- 525: Eärendil gifter sig med Elwing. Tuor och Idril seglar västerut.
- 532: Elrond och Elros föds.
- 534: Eärendil börjar sin stora sjöresa.
- 538: Det tredje frändedråpet: medan Eärendil är borta anfaller Fëanors söner Sirions mynningar för att försöka ta silmarillen. Elwing kastar sig ner i havet tillsammans med silmarillen men räddas av Ulmo som för henne till Eärendil. Av Fëanors söner finns nu bara Maedhros och Maglor kvar.
- 540: Morgoth krossar Fëanoranierna på Amon Ereb. De sista invånarna från Beleriand flyr söderut eller till Balars Ö. Morgoths seger är fullständig.
- 542: Eärendil ankommer till Valinor och ber valar om hjälp mot Morgoth.
- 545: Valars arméer anländer till Beleriand.
- 545-587: Vredens krig. Morgoth blir besegrad; de två kvarvarande silmarillerna blir stulna av Maglor och Maedhros men försvinner i jorden och havet; nästan hela Beleriand och länderna i norr dränks av havet.
- 590: Morgoth kastats ut i Tomrummet: alverna samlas i Valinor och bosätter sig på Tol Eressëa: en liten del av noldor och sindar stannar kvar i Lindon eller beger sig österut för att grunda nya riken.

Andra åldern börjar